# Em sento rejovenir
|  | Aquest article tracta sobre Monkey Business (pel·lícula de 1952). Si cerqueu la pel·lícula del mateix nom de l'any 1931, vegeu «Pistolers d'aigua dolça». |

Em sento rejovenir (títol original en anglès Monkey Business) és una pel·lícula del gènere comèdia romàntica de 1952 dirigida per Howard Hawks i interpretada per Cary Grant, Ginger Rogers, Charles Coburn, Marilyn Monroe i Hugh Marlowe. Ginger Rogers va guanyar un Oscar a la millor actriu. Ha estat doblada al català.

## Argument

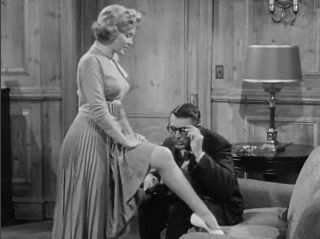
Cary Grant i Marilyn Monroe

L'investigador Barnaby Fulton (Cary Grant) troba gairebé per casualitat, i amb l'ajuda d'un ximpanzé, una fórmula química que sembla restaurar la joventut. Barnaby pren el beuratge sense saber-ne l'efecte, i de sobte se sent àgil com un adolescent. La poció acaba barrejada amb aigua potable i el científic, la seva dona (Ginger Rogers) i altres personatges retrocedeixen a la infantesa. Un home que en va estar enamorat de la seva dona veu l'oportunitat que necessitava per reconquerir-la.

## Repartiment
- Cary Grant: Barnaby Fulton
- Ginger Rogers: Edwina Fulton
- Charles Coburn: Oliver Oxley
- Marilyn Monroe: Lois Laurel
- Hugh Marlowe: Hank Entwhistle
- Henri Letondal: Dr. Jerome Kitzel
- Robert O. Cornthwaite: Dr. Zoldeck
- Larry Keating: G.J. Culverly
- Kathleen Freeman: Sra. Brannigan
- Douglas Spencer: Dr. Brunner
- Esther Dale: Sra. Rhinelander
- George Winslow: El petit Ind